# هال اس. لوسک
هال استونر لوسک (به انگلیسی: Hall Stoner Lusk) سناتور سابق عضو حزب دموکرات ایالات متحده آمریکا بود. وی در سال ۱۹۶۰ میلادی سناتور ایالت اورگن در سنای ایالات متحده آمریکا بود.